# Örnäset
Örnäset är en stadsdel i Luleå i Luleå kommun. 

## Historia
Örnäset ligger på Hertsön och tillhörde byn med samma namn i Nederluleå socken. Halvön mellan Bredviken och Svartöviken (även kallad Aronstorpsviken) har gått under fler namn, bland annat Lövskatan och Orrnäset. Området blev en del av Luleå stad 1933, samtidigt med Skurholmsstaden.
1949 antogs stadsplanen för den nya stadsdelen Örnäset. Behovet av bostäder var stort efter att Norrbottens Järnverk hade öppnat 1943, och Örnäset planerades som Luleås första större bostadsområde av modernistiskt snitt.
I samband med utbyggnaden under 1950-talet fyllde man igen de sista resterna av sundet mellan Hertsön och Svartön, som låg ungefär där Svartövägen går idag. De två kvarter av äldre bebyggelse i Skurholmen som låg söder om Lövskärsgatan (nuvarande Hertsövägen) revs och kom att ingå i Örnäset. 
1959 införlivades Bredviken i Luleå stad. Söder om Hertsövägen byggdes ett antal villakvarter som kom att räknas till Örnäset. Öster om dessa ligger Örnäsets kyrkogård, som dock räknas till stadsdelen Hertsön och rymmer ca 5000 gravar samt minneslund.
1962 bildades Örnäsets församling, döpt efter stadsdelen, som en utbrytning ur Luleå domkyrkoförsamling. Församlingen upphörde 2011 då den återgick i Luleå domkyrkoförsamling.

## Bebyggelse

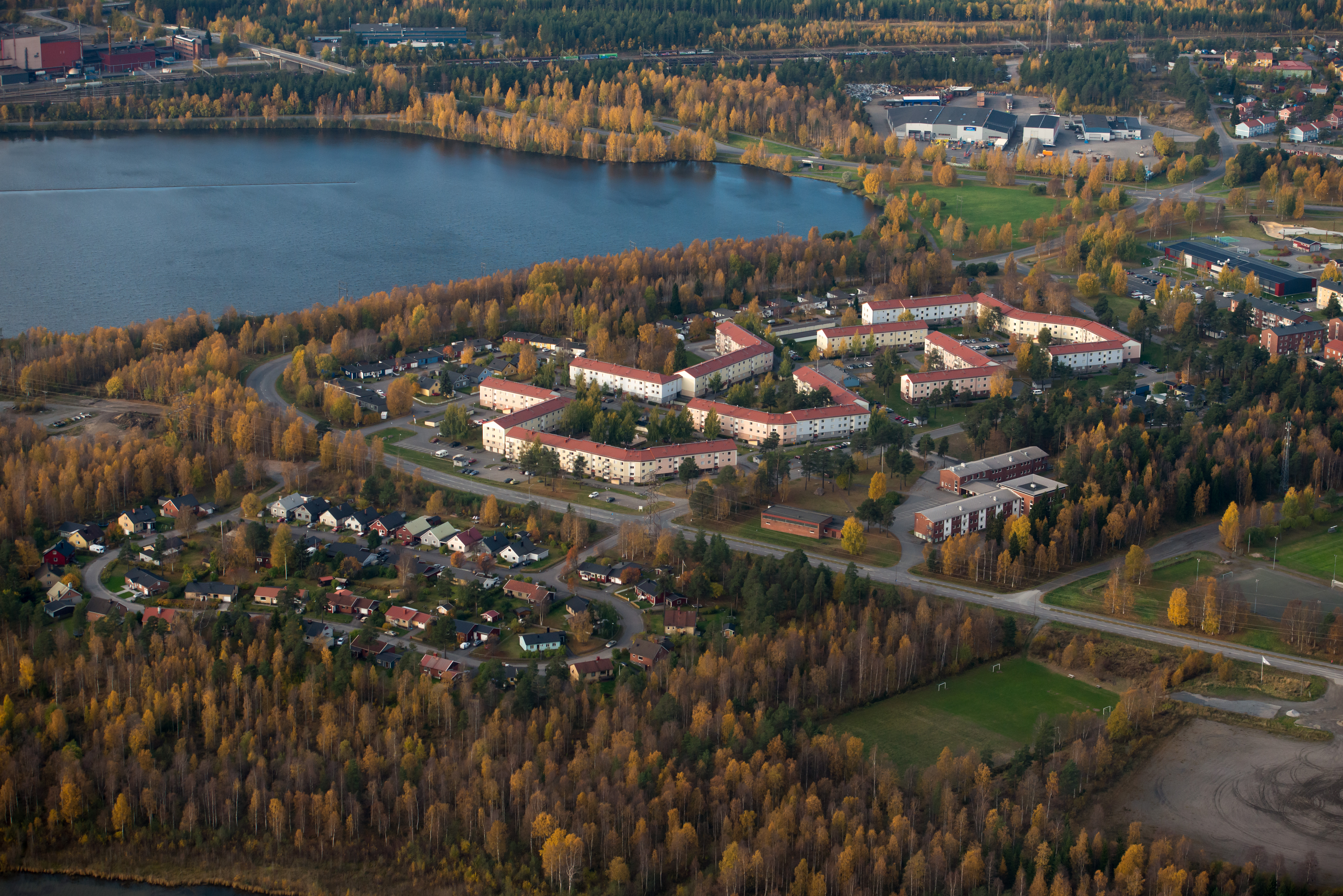
Flygbild över Örnäset. Boule- och extremsporthallen i bakgrunden.

Största delen av Örnäset består av hyresrätter tidigare ägt av allmännyttiga Lulebo. som gradvis sålt av beståndet av hyresrätter till andra aktörer på marknaden enligt följande.
Norra & Södra Vretvägen samt Edeforsgatan 2-16 (Som ligger parallellt med Vrevägen) förvaltas av Heimstaden.
Hyresätter på Edeforsgatan 1 - 59 förvaltas av Lulebo.
Hyresrätter på Edeforsgatan 15 - 86 även kallat ”Trumman” förvaltas av Svenska Bostadsfonden.
Enligt Luleå kommuns rapport från 2008 var 21,7 % av lägenheterna på Örnäset bostadsrätter.
Dessa finns på Krongårdsringen angränsat mot Örnäsets Centum/Svartöleden samt Hällbruksgatan som angränsar mot Hertsövägen. 
I Örnäset finns också en del villabebyggelse uppfört under 1950-talet.

## Service

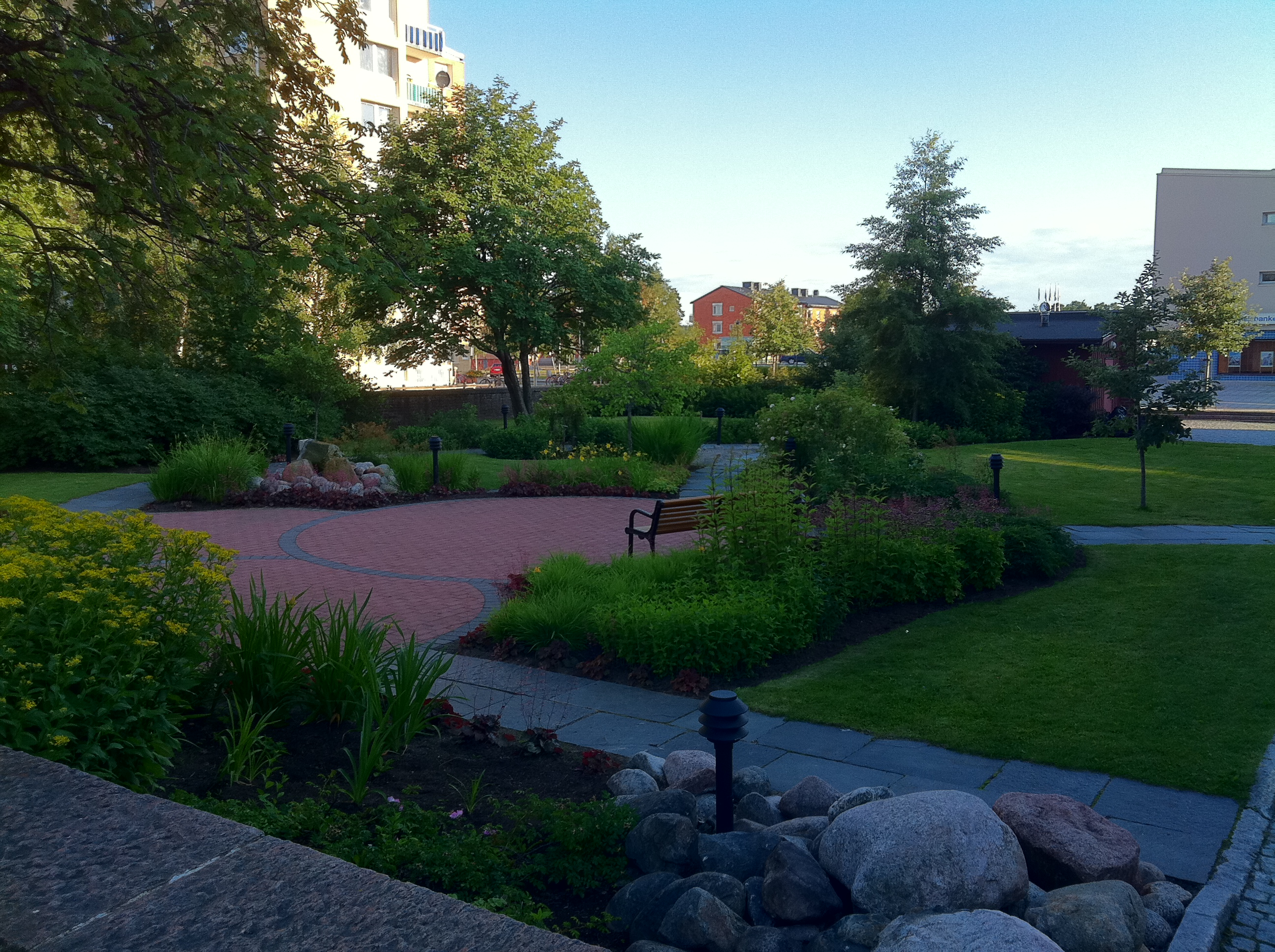
Park vid Örnäsets församlingsgård.

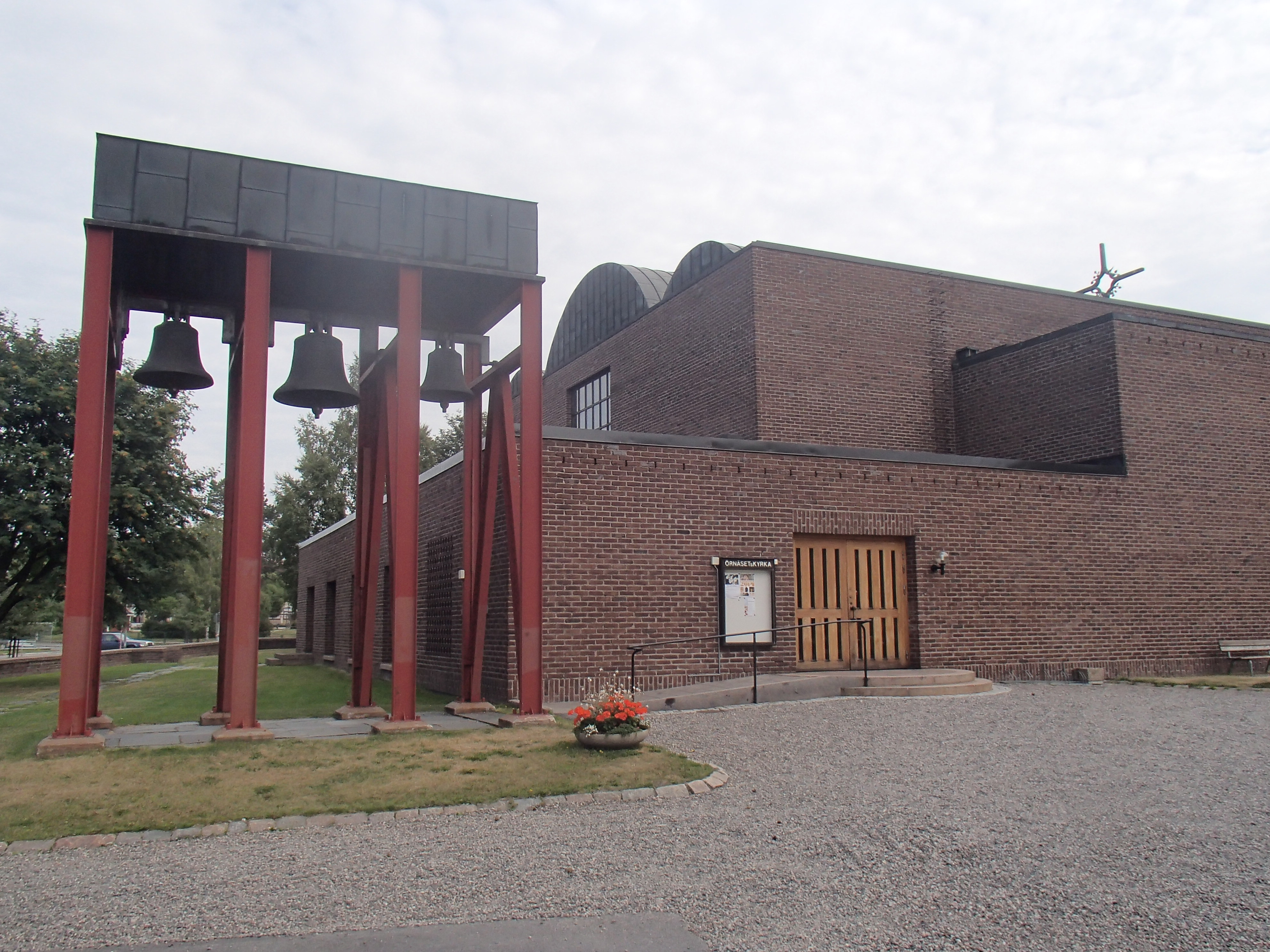
Örnäsets kyrka.

I stadsdelens norra del ligger Örnäsets centrum. Centrumet tjänar stadsdelen Örnäset och kringliggande stadsdelar (Svartöstaden, Lövskatan, Bredviken och Skurholmen) med en stormarknad (Stora Coop) och ett flertal mindre butiker, restauranger och serviceföretag.
I den norra delen finns även Rödkallens före detta äldreboende, från och med 2012 ett trygghetsboende ägt av Lulebo. Biblioteket på Örnäset stängdes 2009. Det förra biblioteket och äldreboendet ligger i samma byggnad.
Örnäsets kyrka strax norr om centrum stod klar 1963. Luleå fridsförbund, som tillhör laestadianismen, har en kyrka på i en byggnad på Örnäset som förr var mataffär.
Strax norr om Örnäset finns Örnäsets hälsocentral. I samma byggnad finns apotek, folktandvård, sjukgymnastik, distriktsläkare och arbetsterapi.

## Kommunikationer
Luleå Lokaltrafiks busslinjer förbinder Örnäset med resten av Luleå: Linje 1 (Sjukhuset-Centrum-Hertsön), linje 5 (Hertsön-Centrum-Porsön) linje 7 (Porsön-Centrum-Kronan), linje 8 (Karlsvik-Centrum-Svartöstaden) linje 9 (Kyrkbyn-Centrum-Svartöstaden) linje 15 (Lerbäcken-Centrum) samt några specialbussar och nattbussar.

## Idrott
I Örnäset finns boule- och extremsporthallen som invigdes i september 2010. Hallen är cirka 2 700 m² stor och är uppdelad två plan. Den innehåller en boulehall med tio boulebanor och en extremsporthall för skateboard, bmx, inlines och kickbike. Hallen drivs av föreningarna Luleå Bouleklubb och Luleå Extremsport. I hallen finns också ett café.
Utanför hallen finns en allaktivitetspark med bland annat boulebanor, en multisportarena, en streetbasketplan samt Sveriges nordligaste skateboardpark helt i betong, den så kallade Steel Park: utomhusbana för skateboard, bmx och kickbike.
Ett tempererat utomhusbad Aronsbadet som stod klart 1986 finns i områdets södra del. Bredvid badet ligger en idrottsanläggning bestående av fotbollsplan med gräsunderlag.

## Skolor
- (Norra) Örnässkolan - klass 0-6 är för lokal upptagning medan klass 7-9 även samlar barn från kringliggande områden.[15]
- (Södra) Örnässkolan är numera nedlagd och inrymmer idag diverse kommunala verksamheter.
- Årans förskola finns i den södra delen av Örnäset.[16]

## Föreningar
- Luleå FC - ungdomsfotboll
- IFK Luleå - ungdoms- och seniorfotboll.
- Luleå Bouleklubb - Boule[17]
- Luleå Extremsport - Skate, BMX[18]
- Luleå Ju-jutsuklubb - Ju-jutsu Kai[19]